# Alfredo Barili
Pour les articles homonymes, voir Barili (homonymie).
Alfredo Barili, né le 2 août 1854 à Florence et mort le 17 novembre 1935 à Atlanta, est un pianiste, compositeur et pédagogue italien naturalisé américain.

## Biographie
Alfredo Barili est descendant d'une famille de musicien. Son père est Ettore Barili et sa tante est la cantatrice Adelina Patti. Il migre aux États-Unis pendant son enfance. Il fait ses premières études au piano avec son père et fait ses débuts en public à New York le 7 avril 1865. En 1868, sa famille s'installe à Philadelphie et il devient l'élève de Carl Wolfsohn.
En 1872, il part pour l'Allemagne et commence ses études à la Hochschule für Musik und Tanz de Cologne. Il y est l'élève de Friedrich Gernsheim et James Kwast pour le piano, ainsi que de Ferdinand Hiller pour la composition.
Il retourne aux États-Unis en 1880 et s'installe à Atlanta où il enseigne à l'Atlanta Female Institute de son arrivée à 1886, date où il fonde sa propre Académie de musique. Il y enseigne le piano à hauteur de 1,50 $ la leçon.
Il joue parfois le rôle d'accompagnateur pour sa tante Adelina Patti, notamment lors d'un concert londonien en 1911.

## Œuvres
Il compose de la musique de salon, essentiellement :
- Cradle Song
- Danse Caprice
- Miniature Gavotte
- Spanish Serenade

### Articles
- N. Lee Orr, « Alfredo Barili: Atlanta Musician, 1880-1935 », American Music, vol. 2, no 1,‎ 1984, p. 43–60 (ISSN 0734-4392, DOI 10.2307/3051962, lire en ligne, consulté le 3 juin 2025).

### Ouvrages
- Theodore Baker et Nicolas Slonimsky (trad. Marie-Stella Pâris, préf. Nicolas Slonimsky, édition adaptée et augmentée par Alain Pâris), « Alfredo Barili », dans Dictionnaire biographique des musiciens [« Baker's Biographical Dictionary of Musicians »], Paris, Robert Laffont, coll. « Bouquins », 1995 (réimpr. 1905, 1919, 1940, 1958, 1971, 1978, 1984, 1992) (1re éd. 1900), 4 728 p.